# Музей мистецтв Фарнсворт
Музей мистецтв Фарнсворт — художня галерея в місті Рокленд, США, що спеціалізується на американському мистецтві. У його постійній колекції зібрано твори Гілберта Стюарта, Томаса Саллі, Томаса Ікінса, Істмена Джонсона, Фітца Генрі Лейна, Френка Бенсона, Чайлда Хассама та Моріса Брезіла Прендергаста, також зібрана значна частина робіт скульптора ХХ століття Луїзи Невельсон. У музеї містяться чотири галереї сучасного мистецтва.
Основне завдання музею — відзначити роль штату Мен у мистецтві Америки. Музей має одну з найбільших колекцій художньої сім'ї Вайет: Ньюелл Конверс Ваєт, Ендрю Ваєт, та Джеймі Ваєт. Музей володіє і управляє будинком Ольсонів у місті Кушинг, де Ендрю Ваєт отримував натхнення під час написання картини Світ Христини. Засновниця музею — Люсі Фарнсворт.
Будинок музею був побудований в 1948 році за проектами Wadsworth, Boston & Tuttle міста Портленд.